# Paperino sotto le armi
Paperino sotto le armi (Donald Gets Drafted) è un film del 1942 diretto da Jack King. È un cortometraggio animato della serie Donald Duck, prodotto dalla Walt Disney Productions ed uscito negli Stati Uniti il 1º maggio 1942, distribuito dalla RKO Radio Pictures. Nel cartone animato, Paperino si arruola nell'esercito degli Stati Uniti durante la seconda guerra mondiale e segue la sua introduzione alla vita militare. Il film presentò la canzone The Army's Not the Army Anymore, di Carl Barks e Leigh Harline.
Paperino sotto le armi fu il primo di una serie di sei corti in cui il protagonista presta il servizio militare durante la seconda guerra mondiale, e l'unico della serie ad avere un doppiaggio italiano degli anni '90. Il cartone animato rivelò anche per la prima volta il nome originale completo di Paperino - Donald Fauntleroy Duck - visto sul suo "ordine di reclutamento" dalla prima inquadratura del film.

## Trama

Paperino durante l'addestramento militare

Dopo aver ricevuto un ordine di reclutamento, Paperino cammina pieno di entusiasmo verso l'ufficio di arruolamento locale. Giunto sul posto, presenta a un ufficiale la sua carta ed esprime il suo desiderio di volare sugli aerei delle forze aeree dell'esercito. Dopo un'approssimativa visita medica, Paperino è ritenuto idoneo, così viene fatto marciare, insieme agli altri soldati, all'interno del campo di addestramento militare dal sergente Pietro Gambadilegno. Paperino viene però distratto dai Douglas C-47 Skytrain che volano basso, ricordandogli che avrebbe preferito volare. La mancanza di concentrazione di Paperino lo porta a non seguire più il passo degli altri soldati e a tagliare la cravatta di Pietro. Il sergente congeda così gli altri soldati per dare a Paperino un "addestramento speciale", ma presto ammette che lui è senza speranza. Dopo aver detto a Paperino di imparare la disciplina, Pietro gli ordina di non muovere un muscolo. Stanziato sopra un formicaio, il papero viene assalito dalle formiche stesse, le quali gli causano fastidio; quando il numero di formiche supera il limite sopportabile, Paperino impazzisce e, come una furia, cerca di liberarsene sparando all'impazzata col suo fucile, le cui pallottole rischiano diverse volte di colpire il sergente. Paperino viene così mandato a pelare centinaia di migliaia di patate.

## Sfondo
L'umorismo satirico in Paperino sotto le armi riflette un sentimento anti-militare sentito in particolare da Carl Barks, uno degli sceneggiatori del film. Egli scrisse il testo della canzone della sigla, sceneggiò il film e disegnò i manifesti di reclutamento che Paperino vede sulla strada per l'ufficio di arruolamento. Barks stesso era un pacifista che era contro il coinvolgimento degli Stati Uniti nella guerra. Una volta disse: "Quando ho visto quanto poco abbiamo raggiunto con la prima guerra mondiale ho pensato: perché diavolo uccidere un'altra generazione di giovani uomini per ottenere lo stesso risultato?" In Paperino sotto le armi Barks ridicolizza il reclutamento militare, in particolare la sua propaganda ingannevole. Il film ha lo scopo di tracciare una netta distinzione tra la vita glamour presentata nei manifesti al di fuori dell'ufficio di arruolamento rispetto alla realtà che Paperino trova all'interno. Più tardi, quando Paperino è all'addestramento di base, Barks prende in giro la disciplina militare, e dà anche al sergente una punizione facendolo colpire. Questo funzionò bene con il pubblico che era risentito dal rigore militare mentre l'America si stava mobilitando per la guerra.

## Distribuzione

### Edizione italiana
Il primo doppiaggio del film venne effettuato nella primavera del 1986 per l'inclusione nella VHS Paperino marmittone. Tutti i personaggi erano doppiati da Franco Latini, e la canzone iniziale era rimasta in inglese. Il corto venne poi regolarmente ridoppiato negli anni '90, e distribuito in DVD con questo doppiaggio.

### Edizioni home video

#### VHS
L'unica VHS in cui venne incluso il cortometraggio fu Paperino marmittone, uscita nella primavera del 1986. Il film venne doppiato per l'occasione.

#### DVD
Il cortometraggio è incluso nel DVD Walt Disney Treasures: Semplicemente Paperino - Vol. 2, con il doppiaggio anni '90.